# FileCapsule Deluxe Portable
FileCapsule Deluxe Portable（ファイルカプセル デラックス ポータブル）とは、コンピュータ上に保存されたファイルやフォルダを暗号化するためのソフトウエア。複数のファイルやフォルダが含まれた暗号化ファイルを作成することができる。暗号化を行うための方式として、共通鍵暗号と公開鍵暗号が利用できる。

## 仕様・機能
- FileCapsule Deluxe Portableで利用できる暗号化アルゴリズムは、AES（キー長256ビット）、RSA（キー長2048ビット）である[3]。
- ユーザは、暗号化の際にパスワードか公開鍵を入力することによって、ファイルの暗号化を行う。
- 復号の際には、暗号化の際に利用した暗号方式によって、パスワードか秘密鍵の入力が求められる。
- 公開鍵暗号に必要となる公開鍵と秘密鍵は、FileCapsule Deluxe Portableに内蔵されているキージェネレータで作成することが可能である[4]。
- Windows RTなどで動作し、Windowsストアから入手できる暗号化ソフトであるFileCapsule Slateによって作成された暗号化ファイル、公開鍵ファイル、秘密鍵ファイルは、本ソフトで作成されたものと互換性があるため、相互に利用が可能である[5]。

## 情報の流出・盗難の予防
FileCapsule Deluxe Portableが作成した暗号化ファイルは暗号化されているため、この暗号化ファイルが外部に流出した場合でも、パスワードや秘密鍵が漏えいしたり、内部に格納されているデータが復号（解読）されない限り情報が流出することは無い。
例えば、機密データをUSBメモリに格納して持ち歩く場合、FileCapsule Deluxe Portableで暗号化したデータを格納していれば、たとえUSBメモリを紛失したり盗難されたりしたとしても、実質的な情報流出にはならない。

## 情報の流出・盗難を予防できない可能性
- FileCapsule Deluxe Portableで作成された暗号化ファイルが流出した場合、その暗号化ファイルに脆弱なパスワードが付与されていたり、秘密鍵も同時に流出する等により、データを復号（解読）される可能性がある。

- FileCapsule Deluxe Portableで作成された公開鍵を他者から受け取った際、公開鍵の作成者を確認せずに利用すると中間者攻撃が行われる可能性がある。

## 情報にアクセス不可能・情報喪失になる可能性
- FileCapsule Deluxe Portableで作成した暗号化ファイルのパスワードを忘れたり、秘密鍵を紛失した場合は、誰でもいかなる方法でもアクセス・復号がその情報が意味を持つ時間内には不可能になり、実質的な意味として情報を喪失する。